# Ligue pour l'autonomie - Alliance lombarde
La Ligue pour l'autonomie - Alliance lombarde (en italien Lega per l'autonomia - Alleanza lombarda) était un parti politique régionaliste italien fondé en 1996, actif uniquement en Lombardie. Son leader était Elidio De Paoli.

## Historique
Elle adhère à l'Union en 2006. De Paoli devient secrétaire d'État dans le second gouvernement de Romano Prodi. En 2008, la ligue redevient autonome.
Lors des élections européennes de 2004, la Ligue conduit un cartel électoral avec d'autres mouvements autonomistes ou indépendantistes comme la Liga Fronte Veneto, le Parti sarde d'action, l'Union für Südtirol, Libertà Emiliana-Alleanza Libera Emilia et le Fronte Giuliano, en obtenant 160 000 votes (0,49 % des voix nationalement et 1,5 % en Lombardie).